# Răzvan Horj
Răzvan Horj (sinh ngày 17 tháng 12 năm 1995) là một cầu thủ bóng đá người România thi đấu ở vị trí hậu vệ cho Voluntari, theo dạng cho mượn từ Viitorul Constanța.